# Inge Diersen
Inge Diersen (* 7. Dezember 1927 in Hamburg; † 17. November 1993 in Berlin) war eine deutsche Literaturwissenschaftlerin und Hochschullehrerin in der Deutschen Demokratischen Republik (DDR). Sie war von 1969 bis 1988 ordentliche Professorin an der Humboldt-Universität (HU) Berlin und trat vor allem mit Arbeiten über das Werk Thomas Manns hervor.

## Leben
Diersen, Tochter eines kaufmännischen Angestellten, zog nach dem Abschluss der Volksschule 1939 nach Berlin. Im selben Jahr wurde sie Mitglied im nationalsozialistischen Bund Deutscher Mädel (BDM). Nach dem Ende des Zweiten Weltkriegs legte Diersen 1947 das Abitur ab und begann ein Studium der Germanistik und der Geschichte an der HU Berlin. Hier war sie Schülerin von Wilhelm Heise.
Von 1949 bis 1953 war sie wissenschaftliche Hilfsassistentin an der Philosophischen Fakultät der HU. 1950/51 nahm sie an einem von Gerhard Scholz geleiteten Lehrgang für Germanisten in Weimar teil und legte 1952 das Diplom ab. 1953 wurde sie Aspirantin, danach wissenschaftliche Assistentin am Germanistischen Institut der HU Berlin. 1954 wurde Diersen mit der Arbeit „Untersuchungen zur Frage des Realismus im Werk Thomas Manns unter besonderer Berücksichtigung der Darstellung des Verhältnisses von Künstler und Gesellschaft“ bei Alfred Kantorowicz und Leopold Magon promoviert.
Von 1954 bis 1959 war Diersen Habilitations-Aspirantin und Lehrbeauftragte. Im März 1956 trat sie in die Sozialistische Einheitspartei Deutschlands (SED) ein. Von 1959 bis 1964 war Diersen an der HU Berlin Dozentin für das Fach Neueste deutsche Literatur. 1963 habilitierte sie mit der Arbeit „Sozialistische Epik und nationaler Gehalt - Monographie der Schaffensentwicklung von Anna Seghers 1928-1935“ und war von 1965 bis 1969 Professorin mit Lehrauftrag für das Fachgebiet Neueste deutsche Literatur. Von Oktober 1965 bis März 1968 war sie kommissarische Direktorin des Germanistischen Instituts der HU. Im September 1969 wurde sie zur ordentlichen Professorin „für sozialistische deutsche Literatur“ an der HU Berlin berufen.
Ende der 1960er Jahre geriet Diersen immer stärker in Konflikt mit der Partei- und Staatsführung der DDR, weil sie sich für kritische Autoren einsetzte. Es kam zu ideologischen Auseinandersetzungen um Werke von Volker Braun, Werner Bräunig, Günter de Bruyn und im Besonderen um Christa Wolfs Erzählung „Nachdenken über Christa T.“. 1970 wurde Diersen nach einem Parteiverfahren zwangsweise für die Dauer eines Jahres zu einem „Studienurlaub“ in das Chemiekombinat Bitterfeld „delegiert“, wo sie als wissenschaftliche Mitarbeiterin im Kulturbereich arbeitete. Diersen verlängerte diese Tätigkeit auf eigenen Wunsch um weitere zwei Jahre. In dieser Zeit arbeitete sie an einem zweiten Buch zu Thomas Mann.
1973 kehrte Diersen an die HU Berlin zurück und wurde wieder Professorin. 1976 hielt sie eine Gastvorlesung an der Universität Paris VIII. 1988 beendete sie ihre Universitätslaufbahn.
Diersen war nicht verheiratet und hatte keine Kinder.

## Werke (Auswahl)
- Inge Diersen: Untersuchungen zu Thomas Mann: Die Bedeutung der Künstlerdarstellung für die Entwicklung des Realismus in seinem erzählerischen Werk. Berlin 1959.
- Inge Diersen: Seghers-Studien: Interpretationen von Werken aus den Jahren 1926 – 1935. Ein Beitrag zu Entwicklungsproblemen der modernen deutschen Epik. Berlin 1965.
- Inge Diersen: Thomas Mann: Episches Werk, Weltanschauung, Leben. Berlin und Weimar 1975.